# (316) Goberta
(316) Goberta es un asteroide perteneciente al cinturón de asteroides descubierto el 8 de septiembre de 1891 por Auguste Honoré Charlois desde el observatorio de Niza, Francia.
Se desconoce la razón del nombre.
Forma parte de la familia asteroidal de Temis.